# Antonio Angeleri
Antonio Angeleri (25. prosince 1801 Pieve del Cairo provincie Pavia – 8. února 1880 Milán) byl italský klavírista a hudební pedagog.

## Život
Byl žákem Francesca Polliniho. V roce 1826 byl přijat na milánskou konzervatoř jako asistent profesora Stockera. Profesorem klavíru byl jmenován v roce 1829 a v této funkci setrval až do roku 1871. Stal se jednou z klíčových postav rozvoje konzervatoře v polovině 19. století. Spolu se skladateli Stefanem Ronchetti-Montevitim, Albertem Mazzucatem a Francescem Sangallim vypracoval nový statut konzervatoře, který byl zveřejněn v roce 1859.
Jako klavírní pedagog vychoval mnoho vynikajících žáků. Byli mezi nimi např. Giovanni Gaetano Rossi, Guglielmo a Carlo Andreoli, Adolfo Fumagalli či Filippo Fasanotti. Spolu se svým žákem Carlo Andreolim sestavil klavírní školu Il pianoforte, posizione delle mani, modo di suonare. Cenni teorico-pratici (1872), která byla přeložena do všech hlavních evropských jazyků.
Zemřel v Miláně 8. února 1880. V jeho rodném městě byla po něm pojmenována ulice Via Antonio Angeleri.